# إيفان سميث (لاعب كرة قدم أمريكية)
إيفان سميث (بالإنجليزية: Evan Dietrich-Smith) هو لاعب كرة قدم أمريكية أمريكي، ولد في 19 يوليو 1986 في ساليناس في الولايات المتحدة.

## وصلات خارجية
- إيفان سميث على موقع مرجع كرة القدم المحترفة.كوم (الإنجليزية)